# La Légende de Marche-Mort
La Légende de Marche-Mort (titre original : The Legend of Deathwalker) est un roman de fantasy de David Gemmell paru en 1996 en anglais et en 2005 en français (traduction d’Alain Névant pour Bragelonne).
Ce livre appartient au Cycle Drenaï et constitue le dernier roman consacré à Druss.
Le prologue et l’épilogue se déroulent durant le siège de Dros Delnoch par Ulric (Légende), Druss racontant au coin du feu une de ses aventures antérieures pour motiver les soldats Drenaï. Les aventures de Druss à Gulgothir ont lieu chronologiquement entre la troisième et la quatrième partie du livre Druss la Légende.

## Publication française
- Éditions Bragelonne, septembre 2005  (ISBN 978-2915549386)
- Éditions Milady, octobre 2011  (ISBN 978-2811206130)
- Éditions Milady, mai 2015  (ISBN 978-2811214395)

## Résumé
À la suite d'un concours de circonstances Druss et Sieben participent aux Jeux de Gulgothir. Mais le Roi-Dieu gothir est fou, et son 1er Ministre chiatze éprouve les plus grandes difficultés à maintenir l’ordre établi. Dans le même temps les feux de la révolte couvent dans les steppes Nadires : les rumeurs parlent du retour de l’Unificateur.
Alors que les troupes impériales font route vers le Tombeau d’Oshikaï pour s’emparer des légendaires Yeux d’Alchazzar, le Capitaine à la Hache en quête d’un remède pour un ami doit s'allier avec le jeune révolutionnaire Nadir Talisman.

## Personnages[1]
Druss : Personnage principal, lutteur aux Jeux de Gulgothir.
Sieben : Compagnon de Druss, il est également poète et auteur de sagas.
Okaï / Talisman : Jeune révolutionnaire Nadir.
Zhusaï : Beauté Chiatze promise à l'Unificateur.
Nosta Khan : Puissant chaman Nadir.
Garen-Tsen : 1er Ministre de Gulgothir.
Gargan : Général Gothir hanté par l'assassinat de son fils.
Marlham : Officier Gothir raciste.
Premian : Officier Gothir progressiste.
Klay : Lutteur Gothir d'exception.

## Commentaires
- La folie du Roi-Dieu Gothir s’inspire de histoire de l’empereur romain Néron et plus encore de celle de Caligula.
- Si dans Légende Ulric s’inspire de la figure de Genghis Khan[2], dans ce tome Talisman s’inspire de la figure d’Attila.
- La jeunesse difficile d’Okaï fait écho aux problèmes rencontrés par l’auteur dans sa propre jeunesse[3].
- Les relations entre cavalerie Gothir et nomades Nadirs fait écho à celles entre tuniques bleues et Amérindiens.
- La figure du lutteur Klay atteint de paralysie rend hommage au boxeur Mohamed Ali / Cassius Clay atteint de la maladie de Parkinson.